# Décès en octobre 2012
Décès
- 2008
- 2009
- 2010
- 2011
- 2012
- 2013
- 2014
- 2015
- 2016

Pour une information complémentaire, voir la page d'aide.

| Date        | Nom                     | Activités | Âge      | Source |
| ----------- | ----------------------- | --- | -------- | ------ |
| 1er octobre | Robert Capia            | Acteur et antiquaire français.                                                                                               | 77       |        |
| 1er octobre | Éliane Diverly          | peintre, portraitiste, dessinatrice et aquarelliste française                                                                | 98       |        |
| 1er octobre | Abdelkader Fréha        | Footballeur algérien. | 69       |        |
| 1er octobre | Octavio Getino          | Réalisateur argentin. | 77       |        |
| 1er octobre | Eric Hobsbawm           | Historien britannique. | 95       | (en)   |
| 1er octobre | Marie-Claire Noah       | Présidente de l'association Les Enfants de la Terre.                                                                         | 75       |        |
| 1er octobre | Moshe Sanbar            | Économiste israélien. | 86       | (en)   |
| 3 octobre   | J. Philippe Rushton     | Professeur de psychologie à l'Université de Western Ontario.                                                                 | 68       | (en)   |
| 4 octobre   | Jean-Louis Lagadec      | Footballeur français. | 79       |        |
| 4 octobre   | Stan Mudenge            | Homme politique zimbabwéen, ministre de l'enseignement supérieur.                                                            | 70       | (en)   |
| 4 octobre   | Erhard Wunderlich       | Joueur de handball allemand.                                                                                                 | 55       |        |
| 5 octobre   | Edouard Mirzoyan        | Compositeur arménien. | 91       |        |
| 5 octobre   | Claude Pinoteau         | Réalisateur français. | 87       |        |
| 5 octobre   | Mariano Ramos           | Matador mexicain. | 58       |        |
| 6 octobre   | Chadli Bendjedid        | Président de la République algérienne (1979-1992).                                                                           | 83       |        |
| 6 octobre   | Antonio Cisneros        | Poète et écrivain péruvien.                                                                                                  | 69       | (en)   |
| 6 octobre   | Raoul De Keyser         | Artiste peintre belge. | 82       | (nl)   |
| 6 octobre   | Préfète Duffaut         | Peintre haïtien. | 89       |        |
| 6 octobre   | Gérard Gropaiz          | Nageur français. | 69       |        |
| 6 octobre   | Albert-Joseph de Saxe   | Historien et prince allemand.                                                                                                | 77       | (de)   |
| 7 octobre   | Ivo Michiels            | Écrivain belge. | 89       |        |
| 7 octobre   | André Saint-Mleux       | Homme politique monégasque.                                                                                                  | 93       |        |
| 8 octobre   | Marilou Diaz-Abaya      | Réalisatrice philippine. | 57       | (en)   |
| 8 octobre   | Rafael Lesmes           | Footballeur espagnol. | 85       |        |
| 8 octobre   | José Merino del Río     | Politologue, journaliste et homme politique costaricien.                                                                     | 63       | (pt)   |
| 8 octobre   | John Tchicai            | Compositeur et saxophoniste de jazz danois.                                                                                  | 76       | (en)   |
| 8 octobre   | Edouard Volodarski      | dramaturge et scénariste russe.                                                                                              | 71       | (en)   |
| 9 octobre   | Roy Bates               | Prince de Sealand. | 91       | (en)   |
| 9 octobre   | Theo Olof               | Violoniste et écrivain néerlandais.                                                                                          | 88       | (nl)   |
| 9 octobre   | Harris Savides          | Directeur de la photographie américain.                                                                                      | 55       |        |
| 10 octobre  | Mamia Chentouf          | Femme politique algérienne.                                                                                                  | 90       |        |
| 10 octobre  | Jos Huysmans            | Coureur cycliste belge. | 70       |        |
| 10 octobre  | Alex Karras             | Joueur de football américain, acteur et producteur de télévision américain.                                                  | 77       | (en)   |
| 10 octobre  | Amanda Todd             | Vidéaste canadienne. | 15       |        |
| 10 octobre  | Nils Koppruch           | Musicien allemand. | 46       | (de)   |
| 10 octobre  | Kyaw Zaw                | Militaire birman. | 92       | (en)   |
| 10 octobre  | Carla Porta Musa        | Essayiste et poète italienne.                                                                                                | 110      | (it)   |
| 11 octobre  | Frank Alamo             | Chanteur français. | 70       |        |
| 11 octobre  | Helmut Haller           | Footballeur allemand. | 73       |        |
| 11 octobre  | Ernst Lindner           | Footballeur allemand, international est-allemand.                                                                            | 77       |        |
| 11 octobre  | Edgar Negret            | Sculpteur colombien. | 92       | (es)   |
| 11 octobre  | Maria Richard           | Doyenne des Français. | 111      |        |
| 12 octobre  | Norm Grabowski          | Constructeur de hot rod et acteur américain d'origine polonaise.                                                             | 79       |        |
| 12 octobre  | Jean-Charles Cavaillé   | Homme politique français, président du conseil général du Morbihan (1998-2004).                                              | 81       |        |
| 12 octobre  | Jean-Pierre Hautier     | Animateur de télévision et de radio belge.                                                                                   | 56       |        |
| 12 octobre  | Ervin Kassai            | Arbitre de basket-ball hongrois.                                                                                             | 87       | (hu)   |
| 12 octobre  | Torkom II Manougian     | Patriarche arménien de Jérusalem.                                                                                            | 93       |        |
| 12 octobre  | Břetislav Pojar         | Animateur, illustrateur et réalisateur tchèque.                                                                              | 89       |        |
| 13 octobre  | Stuart Bell             | Homme politique britannique, membre du Parti travailliste et député du Parlement du Royaume-Uni (1983-2012).                 | 74       | (en)   |
| 13 octobre  | René Camoin             | Acteur français, sociétaire de la Comédie-Française (1966-1980).                                                             | 80       |        |
| 13 octobre  | Georges Chaulet         | Écrivain français. | 81       |        |
| 13 octobre  | Gary Collins            | Acteur américain. | 74       | (en)   |
| 13 octobre  | Eduardo de Gregorio     | Réalisateur, scénariste, dialoguiste et enseignant argentin.                                                                 | 70       |        |
| 13 octobre  | Maruya Saiichi          | Écrivain, traducteur et essayiste japonais.                                                                                  | 87       | (en)   |
| 14 octobre  | Michael Asher           | Artiste conceptuel américain.                                                                                                | 69       | (en)   |
| 14 octobre  | Kyle Bennett            | Coureur cycliste américain, triple champion du monde de BMX.                                                                 | 33       |        |
| 14 octobre  | John Clive              | Acteur anglais. | 79       | (en)   |
| 14 octobre  | Abderhmane Kirouche     | Musicien marocain. | 63 ou 64 |        |
| 14 octobre  | Norodom Sihanouk        | Homme d'État et monarque cambodgien, Roi du Cambodge (1993-2004).                                                            | 89       |        |
| 14 octobre  | Arlen Specter           | Homme politique américain, sénateur de Pennsylvanie au Congrès des États-Unis (1981-2011).                                   | 82       | (en)   |
| 15 octobre  | Jacques Castex          | Peintre et graveur français.                                                                                                 | 85       |        |
| 15 octobre  | Claude Cheysson         | Haut fonctionnaire et homme politique français.                                                                              | 92       |        |
| 15 octobre  | Erol Günaydın           | Acteur turc. | 79       |        |
| 15 octobre  | Vladimir Čonč           | Footballeur yougoslave puis croate.                                                                                          | 84       | (sr)   |
| 16 octobre  | Antoine Sollacaro       | Avocat français. | 63       |        |
| 17 octobre  | Émile Allais            | Skieur alpin français, triple médaillé d'or aux championnats du monde de 1937.                                               | 100      |        |
| 17 octobre  | René-Marie Ehuzu        | Évêque catholique béninois.                                                                                                  | 68       | (en)   |
| 17 octobre  | Fransined               | Acteur français, frère de Fernandel.                                                                                         | 97       |        |
| 17 octobre  | Sylvia Kristel          | Actrice néerlandaise. | 60       |        |
| 17 octobre  | Jean Leclerc du Sablon  | Journaliste français. | 70       |        |
| 17 octobre  | Slater Martin           | Joueur puis entraîneur américain de basket-ball.                                                                             | 86       | (en)   |
| 17 octobre  | Frank Moore Cross       | Professeur émérite de l'université Harvard.                                                                                  | 91       | (en)   |
| 17 octobre  | Stanford R. Ovshinsky   | Inventeur et scientifique américain.                                                                                         | 89       | (en)   |
| 17 octobre  | Pépito Pavon            | Footballeur franco-espagnol.                                                                                                 | 71       |        |
| 17 octobre  | Gérard Roland           | Peintre français. | 80       |        |
| 17 octobre  | Rudolfine Steindling    | Femme d'affaires autrichienne.                                                                                               | 78       |        |
| 17 octobre  | Kōji Wakamatsu          | Réalisateur japonais. | 76       |        |
| 18 octobre  | David S. Ware           | Saxophoniste de jazz américain.                                                                                              | 62       | (en)   |
| 19 octobre  | Raymond Dumais          | Prêtre canadien, évêque de Gaspé (1994-2001).                                                                                | 62       |        |
| 19 octobre  | Fiorenzo Magni          | Coureur cycliste italien. | 91       |        |
| 20 octobre  | Jawad Akadar            | Footballeur marocain. | 28       |        |
| 20 octobre  | Przemysław Gintrowski   | Compositeur et musicien polonais.                                                                                            | 60       | (pl)   |
| 20 octobre  | Paul Kurtz              | Philosophe américain, professeur émérite de philosophie à l'université de Buffalo.                                           | 86       | (en)   |
| 20 octobre  | Enele Kwanairara        | Homme politique salomonais.                                                                                                  | 65       | (en)   |
| 20 octobre  | Max Schoendorff         | Artiste peintre français. | 77       |        |
| 20 octobre  | E. Donnall Thomas       | Médecin américain, prix Nobel de physiologie ou médecine en 1990.                                                            | 92       |        |
| 21 octobre  | Yash Chopra             | Réalisateur, producteur et scénariste indien.                                                                                | 80       |        |
| 21 octobre  | Christian Donzé         | Nageur français, directeur technique national (2009-2012).                                                                   | 51       |        |
| 21 octobre  | George McGovern         | Homme politique américain, sénateur du Dakota du Sud au Congrès des États-Unis (1963-1981).                                  | 90       |        |
| 21 octobre  | Djuro Šorgić            | Footballeur yougoslave puis croate.                                                                                          | 64       |        |
| 22 octobre  | Russell Means           | Acteur américain, activiste et représentant des Lakota-Oglalas.                                                              | 72       | (en)   |
| 22 octobre  | Gabrielle Roth          | Danseuse, musicienne et écrivaine américaine.                                                                                | 71       | (en)   |
| 22 octobre  | Wilson Whineray         | Joueur de rugby à XV néo-zélandais.                                                                                          | 77       |        |
| 23 octobre  | Wilhelm Brasse          | Photographe et déporté polonais pendant la Seconde Guerre mondiale.                                                          | 94       |        |
| 23 octobre  | Sunil Gangopadhyay      | Écrivain bengali. | 78       | (en)   |
| 23 octobre  | Jozef Mannaerts         | Footballeur belge. | 89       |        |
| 23 octobre  | Roland de La Poype      | Pilote de chasse français durant la Seconde Guerre mondiale et fondateur du Marineland d'Antibes.                            | 92       |        |
| 24 octobre  | Anita Björk             | Actrice suédoise. | 89       |        |
| 24 octobre  | Olivier d'Ormesson      | Homme politique français. | 94       |        |
| 24 octobre  | Margaret Osborne duPont | Joueuse de tennis américaine.                                                                                                | 94       | (en)   |
| 25 octobre  | Aude                    | Écrivaine canadienne. | 64-65    |        |
| 25 octobre  | Jacques Barzun          | Historien et philosophe franco-américain.                                                                                    | 104      |        |
| 25 octobre  | Jaspal Bhatti           | Acteur indien. | 57       |        |
| 25 octobre  | John Connelly           | Footballeur anglais. | 74       | (en)   |
| 25 octobre  | Aung Gyi                | Homme politique et général de brigade birman.                                                                                | 93       |        |
| 25 octobre  | Emanuel Steward         | Boxeur puis entraîneur de boxe américain, membre de l'International Boxing Hall of Fame.                                     | 68       |        |
| 26 octobre  | Natina Reed             | rappeuse américaine. | 32       |        |
| 26 octobre  | Björn Sieber            | Skieur autrichien. | 23       | (de)   |
| 26 octobre  | Georges Van Straelen    | Footballeur français. | 55       |        |
| 27 octobre  | Jacques Dupin           | Poète français. | 85       |        |
| 27 octobre  | Hans Werner Henze       | Compositeur allemand. | 86       |        |
| 27 octobre  | Paulette Isaïa          | Résistante française. | 98       | [ 1 ]  |
| 28 octobre  | François Arnal          | Peintre français. | 88       |        |
| 28 octobre  | André Berilhe           | Joueur puis entraîneur français de rugby à XV.                                                                               | 80       |        |
| 28 octobre  | Terry Callier           | Chanteur et musicien de folk, jazz et soul américain.                                                                        | 67       |        |
| 28 octobre  | Gunter Cuylits          | Coureur cycliste belge. | 38       |        |
| 28 octobre  | Sophie Hecquet          | Animatrice de radio et de télévision française, chanteuse au concours Eurovision en 1975.                                    | 68       |        |
| 28 octobre  | Georges Ladrey          | Peintre français non figuratif de la nouvelle École de Paris.                                                                | 92       |        |
| 28 octobre  | Yves Landrein           | Éditeur français. | 64       |        |
| 28 octobre  | Serge Renaud            | Médecin nutritionniste français.                                                                                             | 85       |        |
| 29 octobre  | J. Bernlef              | Romancier, poète et traducteur néerlandais.                                                                                  | 75       | (nl)   |
| 29 octobre  | Wallace Sargent         | Astronome américain. | 77       | (en)   |
| 30 octobre  | Franck Biancheri        | homme politique et politologue français.                                                                                     | 51       | (en)   |
| 30 octobre  | Lebbeus Woods           | Architecte américain. | 72       | (en)   |
| 31 octobre  | Guy Chambily            | Chef d'entreprise français.                                                                                                  | 79       |        |
| 31 octobre  | Alfons Demming          | Évêque auxiliaire émérite du diocèse de Münster.                                                                             | 84       | (en)   |
| 31 octobre  | John Fitch              | Pilote automobile américain.                                                                                                 | 95       |        |
| 31 octobre  | Konstantin Vyrupayev    | Lutteur soviétique, médaillé d'or aux Jeux olympiques d'été de 1956 et médaillé de bronze aux Jeux olympiques d'été de 1960. | 82       | (ru)   |